# Ахметели, Степан Георгиевич
Степан Георгиевич Ахметели (Ахметелашвили) (груз. სტეფანე ახმეტელი, 1877, по другим сведениям 6 февраля 1869—1922) — русский и грузинский военнослужащий, генерал-майор (1918).

## Биография
Родился в Кахетии, в селе Анага, в многодетной семье протоиерея Георгия Ахметелашвили (всего 9 братьев и сестер).
Окончил кадетский корпус и военное училище в г. Сумы. В русской армии был известен как Ахметелов
В 1887 году после получения общего образования вступил в службу. С 1895 года после окончания Тифлисского военного училища по II разряду произведён в подпоручики и выпущен в Туркестанский 4-й стрелковый полк. В 1899 году произведён в поручики, в 1903 году в штабс-капитаны, в 1907 году в капитаны.
Участник в русско-японской войны (награждён орденом Св. Владимира IV степени).
С 1914 года участник Первой мировой войны, подполковник, с 1915 года полковник Туркестанского 9-го стрелкового полка. С 1917 года командир 6-го морского полка Отдельной Черноморской морской дивизии.

Высочайшим приказом от 5 мая 1917 года за храбрость был награждён орденом Святого Георгия 4-й степени: 
За то, что состоя в рядах 9-го Туркестанского стрелкового полка, в бою 26 августа 1916 года при атаке укреплённой позиции противника западнее фольварка Краснолесье, временно командуя полком и находясь с последним в корпусном резерве, когда турки, перейдя большими силами в контр-атаку, потеснили наши части и, овладев их окопами, начали продвигаться дальше, захватывая д. Ставэнтын и лес севернее последней, угрожая прорвать наш фронт; быстро разобравшись в создавшейся обстановке, по собственному почину, лично, под сильным и действительным огнём, двинул вверенный ему полк на поддержку прорванного боевого участка; быстрым энергичным ударом в штыки опрокинул большие силы наступающих турок и выбив их из д. Ставэнтын, обратил в бегство, чем выручил своих от грозившей им опасности и предотвратил неизбежность отступления соседних частей
После обретения Грузией независимости (1918) ему было присвоено звание генерал-майора; Командовал корпусом, подразделениями Национальной гвардии Тифлисского гарнизона, 1921 г.
Во время советизации Грузии (1921) командовал пограничными войсками. После установления советской власти в Грузии был арестован вместе с генералом Чавчавадзе и генералом Тавадзе и отправлен в Москву. Убит по дороге в Рязанскую тюрьму; официальная версия — умер от тифа.
Младшим братом Степана Ахметели был Свимон (Сико) Ахметелашвили, член Учредительного собрания Грузии.

## Награды
- Орден Святого Владимира 4-й степени (1905)
- Орден Святого Станислава 2-й степени с мечами (1910; ВП 15.07.1916)
- Высочайшее благоволение (ВП 16.02.1916)
- Орден Святой Анны 4-й степени «За храбрость» (ВП 27.05.1916)
- Орден Святой Анны 2-й степени с мечами (ВП 18.06.1916)
- Орден Святой Анны 3-й степени с мечами и бантом (ВП 08.07.1916)
- Орден Святого Георгия 4-й степени (ПАФ 05.05.1917)